# 로널드 사이더
로널드 사이더(Ronald James Sider, 1939년 9월 17일~2022년 7월 27일)는 캐나다 태생의 미국의 복음주의 사회운동가이며 신학자가이다.

## 경력
로널드 사이더는 1939년 캐나다에서 개신교(그리스도의 형제단)목사의 아들로 태어났으며, 예일 대학교와 같은 대학교 신학부에서 역사(Ph. D.)와 신학을 공부했다. 1968년 인종차별과 빈곤으로 고통받는 흑인 기독교인들의 어려움을 알게 되면서 1973년부터 칼 헨리, 짐 윌리스, 사무엘 에스코바와 함께 주말집회에서 사회문제들을 주로 다루었다.팔머 신학교에서 신학자로 활동했으며, “사회 참여를 위한 복음주의 운동”(Evangelicals for Social Action, ESA)회장,미국 동부 침례교회 신학교(Eastern Baptist Theological Seminary)기독교 윤리학 교수로 일하고 있다. 저서로는 《그리스도인의 양심선언》(영어: The Scandal of the Evangelical Conscience), 《가난한 시대를 사는 부유한 그리스도인》(영어: Rich Christians in an Age of Hunger),《이것이 진정한 기독교다!》(영어: Genuine Christianity)(모두 한국기독학생회 출판부IVP에서 역간)가 있다.

## 어록
로널드 사이더는 2005년 한국을 방문하여 머무는 동안 《복음과 상황》과의 인터뷰를 했다. 당시 《복음과 상황》 편집장이었던 양희송씨와 로널드 사이더간의 인터뷰 내용의 일부를 발췌하였다.
- 양희송: 최근 번역된 당신의 책 <그리스도인의 양심선언>은 미국 복음주의의 현실을 개탄하는 내용으로 시작한다. 실제로 비관적으로 보는가?
- 로널드 사이더: 나는 사실 낙관주의자이다. 그 책은 아마 나의 가장 비관주의적 전망을 담았을 것이다. 미국 복음주의에는 다양한 흐름이 있다. 물론 크게 봐서 이 전통은 16세기 종교개혁의 가르침과 18세기 부흥운동의 흐름, 19세기와 20세기 초반의 신학적 자유주의와의 대립 등을 공유하고 있다. 나는 전 생애에 걸쳐 대중적인 복음주의의 여러 측면을 비판했지만, 그것은 어디까지나 복음주의 내부에서 제출한 비판이었다. 나는 매우 헌신된 복음주의자이다. 어떤 행위가 성서의 가르침에 충실한가, 그렇지 않은가 하는 측면에서 나오는 비판이다. 성서는 개인만의 구원이 아니라, 하느님 나라의 복음, 공동체를 함께 말하는 복음을 가르친다는 것이 내 생각이다. 그 책에서는 복음주의자들의 이혼율이나 혼전관계 비율이 일반인들과 다르지 않다든지, 별반 차이가 없는 삶을 살고 있음을 지적했다. (종교 통계 전문가인)조지 바나(George Barna) 같은 이들의 통계자료 분석을 보면 실망스런 내용도 많지만, 자세히 들여다보면 매주 교회에 출석하는 이들의 경우는 상당히 차별성 있는 삶을 살고 있음을 볼 수 있다.[1]